# Kızılören
Kızılören este un district din Provincia Afyonkarahisar, Turcia.